# شنة بورمية
شنة بورمية (الاسم العلمي: Channa burmanica) هي نوع من الأسماك تتبع جنس الشنة من فصيلة الشنات.